# Euchromius scobiolae
Euchromius scobiolae là một loài bướm đêm trong họ Crambidae.